# تمساح أوسيبي
تمساح أوسيبي (الاسم العلمي: †Ocepesuchus) هو جنس منقرض من جافياليات الشكل وله علاقة بالجافيال الحديث. عاش في فترة الطباشيري المتأخر للمغرب. وصف جوف وزملاؤه نوع تمساح أوسيبي الفجري الإفريقي O. eoafricanus في عام 2008 ونعت النوع يشير إلى عصرها الكبير نسبة إلى التماسيح الأفريقية الأخرى. كان تمساح أوسيبي ذو خطم طويل أنبوبي الشكل، أعرض من عالي. وهو أقدم تمساح حقيقي معروف من أفريقيا.
ويستند تحديد تمساح أوسيبي على العينة OCP DEK-GE 45 وهي عبارة عن جمجمة مهشمة ولكنها في معظمها كاملة من صخور الماسترخي (أواخر العصر الطباشيري) المتأخرة في حوض أولاد عبدون في محيط إقليم خريبكة المغرب. يتم تفسير العينة على أنها لفرد صغير بالغ. الأجزاء المفقودة من العينة هي نهاية الخطم وجزء من السطح السفلي للجمجمة. ويبلغ طول القطعة المحفوظة أكثر بقليل من 25 سنتيمتراً وعرضها حوالي 12 سم في الهامش الخلفي، لكن التناقص التدريجي ينخفض إلى أقل من ثلث ذلك. أجرى جوف وزملاؤه تحليلاً للتصنيف التفرعي من أجل تصنيف تمساح أوسيبي ووجدوا أنه من جافياليات الشكل.
الاسم العلمي يشير إلى الأحرف OCP أو Office Chérifien des Phosphates أي المكتب الشريف للفوسفاط المغربي وهي شركة تعدين الفوسفات التي شاركت في التنقيب عن العينة.